# Bulbophyllum phalaenopsis
Bulbophyllum phalaenopsis es una especie de orquídea epifita  originaria de  	 Asia

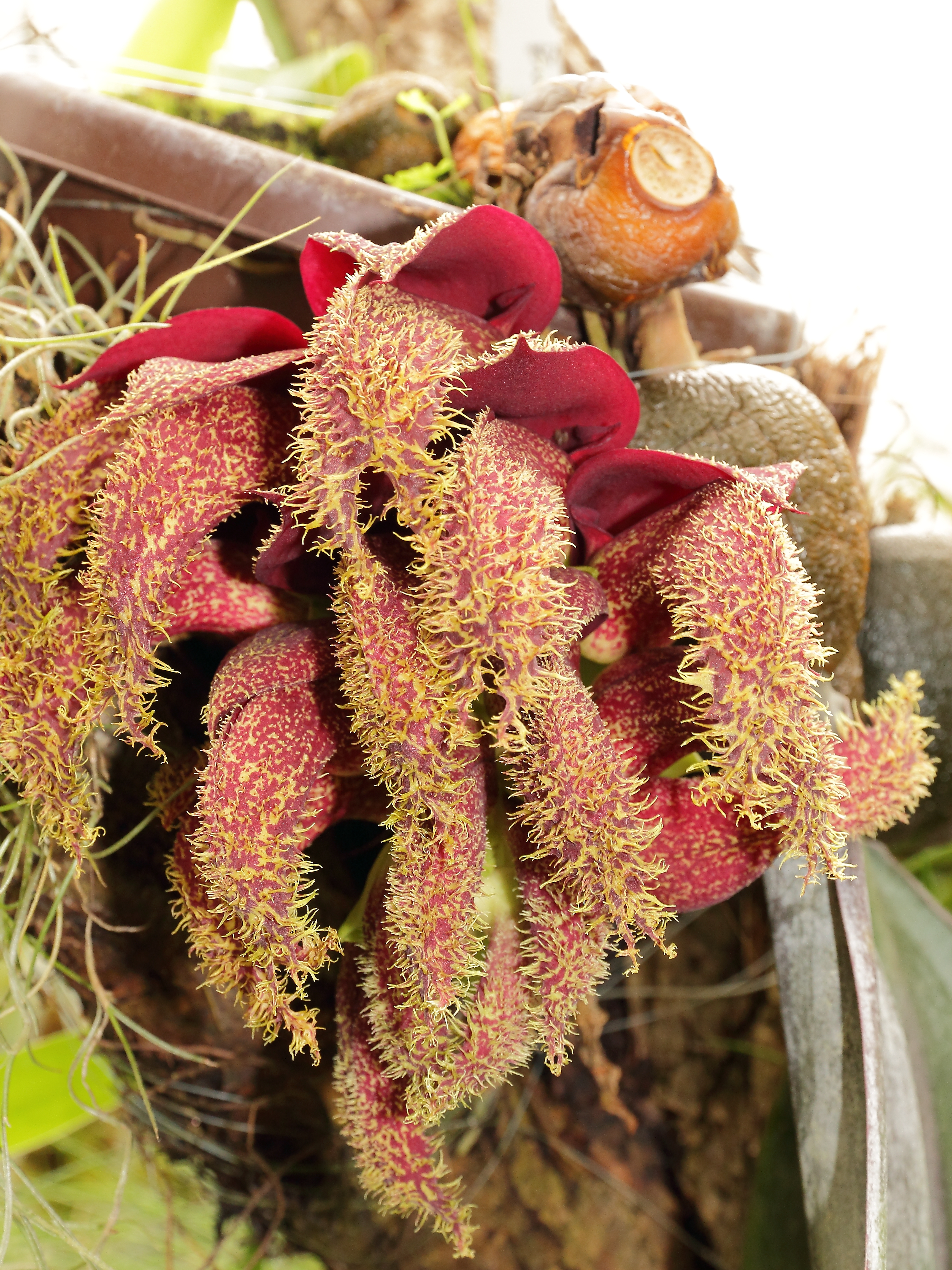
Vista de la planta

## Descripción
Es una orquídea de mediano tamaño, con hábitos epifita y con las flores en una inflorescencia basal, corta, fasciculada con las flores con olor fétido agrupadas en el pseudobulbo.

## Distribución y hábitat
Se encuentra en   Nueva Guinea donde se encuentra en alturas inferiores a 500 metros. 
Una especie de crecimiento cálida que necesita sombra profunda, buena circulación de aire y la alta humedad para crecer bien.

## Taxonomía
Bulbophyllum phalaenopsis fue descrita por Johannes Jacobus Smith y publicado en Bulletin du Jardin Botanique de Buitenzorg, sér. 3, 14: 165. 1937.
Etimología
Bulbophyllum: nombre genérico que se refiere a la forma de las hojas que es bulbosa.
phalaenopsis: epíteto latino que significa "como una polilla", refiriéndose a las hojas no a las flores.